# 범죄인 포토라인 세우기

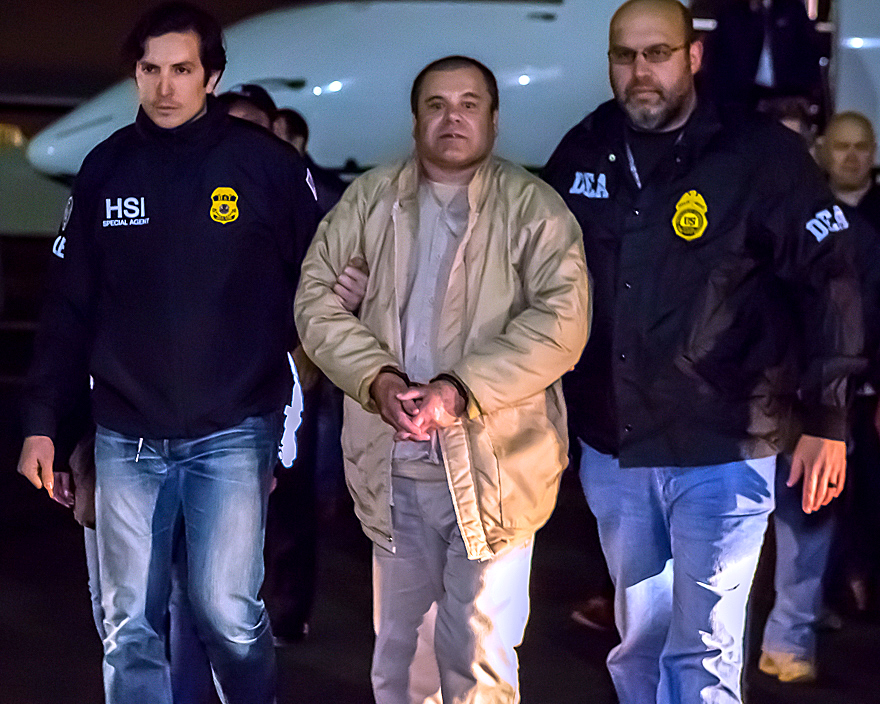
엘 차포의 2017년 미국 범죄인 인도 후 범죄인 포토라인 모습

범죄인 포토라인 세우기(perp walk, walking the perp) 또는 프로그 마치(frog march, 워싱턴 D.C. 영어)는 법집행 기관이 체포된 용의자를 법원에 첫 기소인부절차를 하기 전에 대중에게 공개적으로 행진시키는 관행이다. 용의자는 일반적으로 경찰서에서 경찰차로, 법원까지, 그리고 법원 청문회 후에 다시 차량으로 호송되어, 미디어 서커스가 해당 사건의 사진과 비디오를 촬영할 기회를 만든다(때로는 경찰이 임박한 체포를 언론에 알린 경우, 체포 후에 이루어진다). 피고인은 일반적으로 수갑을 차거나 다른 방식으로 구속되며, 때로는 죄수복을 입는다. 미국 내에서 범죄인 포토라인은 뉴욕과 가장 밀접하게 연관되어 있다. 이 관행은 미국 법무장관 루돌프 줄리아니 재임 기간인 1980년대에 중범죄로 기소된 용의자들이 범죄인 포토라인에 서게 되면서 인기를 얻었다.
범죄인 포토라인은 피고인을 체포 후 경찰서에서 법원으로 이송해야 하는 필요성에서 우연히 발생했다. 법집행 기관은 종종 언론과 일정을 조율하고 준비한다. 이 관행은 피고인의 사생활권을 침해하고 무죄 추정의 원칙에 편향적인 조리돌림의 한 형태라는 비판을 받지만, 형사 사법 시스템의 투명성을 증진한다는 주장으로 방어된다. 미국 법원은 경찰 절차의 한계와 필요성에서 비롯된다는 이유로 이를 허용했지만, 실제로 필요한 경우에만 허용하도록 제한하기도 했다.

## 절차
미국에서 어떤 사람이 범죄로 기소되면, 정부는 그 사람에게 소환장이나 체포영장 발부를 판사에게 요청할 수 있으며, 이는 범죄인 포토라인으로 이어질 수 있다. 어느 것을 요청할지는 주로 검사의 재량에 달려 있다. 판사들은 종종 검사에게 맡긴다.
체포 권한은 피고인의 법원 출석을 보장하기 위한 것이므로, 1980년대 후반 이후 범죄인 포토라인에 선 화이트 칼라 범죄자들을 변호하는 변호사들은, 부유한 피고인에게 특혜 대우를 하는 것처럼 보일지라도, 의뢰인의 사건에서는 불필요하고 불필요하다고 불평해왔다. 전 엔론 경영진 앤드루 패스터우의 아내인 리아 패스터우는 소환에 응하겠다는 의사를 표명했음에도 불구하고 포토라인에 서야 했던 경험을 재판지 전환 요청에서 성공하지 못한 동기로 인용했다. 마사 스튜어트와 같은 일부 사람들은 소환에 응하거나 공개 법정에서 기소장이 제출되는 즉시 법정에서 자수하여 포토라인에 서는 것을 피할 수 있었다.
이는 또 다른 휴스턴 지역 피고인인 전 다이네지 천연가스 거래자 미셸 발렌시아가 2003년 포토라인을 거치는 것을 막지 못했다. 기소장을 하루 종일 기다린 후, 그녀의 변호사는 검찰에게 다음 날 아침에 다시 법원에 출석하겠다고 말했다. 대신 그녀는 법원이 열리기 전에 집에서 체포되었다. 그녀의 변호사는 검찰이 그녀가 협조를 거부했다는 이유로 그녀를 괴롭히고 있다고 말했다. 마찬가지로 아델피아 커뮤니케이션스 회장 존 리가스의 변호사들은 그가 자수하겠다는 제안에도 불구하고 2002년 어퍼이스트사이드 자택에서 체포된 것에 대해 검찰을 비판했다. 변호사들은 기소와 체포가 임박했음을 알게 되면, 의뢰인이 가까운 시일 내에 특정 시간에 자수할 것임을 언론에 발표하여 이후의 체포 및 포토라인이 불필요하게 보이게 만들라고 조언했다.

### 법 집행
범죄인 포토라인 실시 여부에 대한 최종적인 재량권은 체포를 담당하는 법집행 기관에 있다. 지방 경찰서는 체포가 발생하기 전에도 언론에 알릴 수 있으며, 이는 방송에서 해당 사건의 장면을 보여주기를 원할 경우에 해당한다. 반면에 연방 기관은 일반적으로 법무부 정책에 의해 사전에 언론에 체포 사실을 알리는 것이 금지되어 있다. 그러나 체포 사실이 공개된 후 공공장소를 통과하는 피고인의 사진 촬영이나 비디오 촬영을 금지할 수는 없다.
용의자를 체포하기로 결정하거나 자발적으로 자수한 경우, 경찰서에서 사진 촬영 및 지문 채취를 한 후, 사건을 법 시스템에 가져오는 기소인부절차 또는 유사 절차를 위해 해당 법원으로 이송된다. 뉴욕 경찰국 (NYPD)은 관심을 가질 만한 사건의 경우 일반적으로 언론에 언제 이런 일이 일어날지 알려주지만, 다른 대형 경찰서들은 그렇지 않으므로 사진기자와 카메라 기자들은 범죄인 포토라인 사진을 얻기 위해 중심 위치에서 기다린다. 2011년, 일부 뉴욕 카메라 기자와 사진기자들은 전 국제 통화 기금 총재 도미니크 스트로스칸이 호텔 가정부를 성폭행하려 했다는 혐의로 기소되기 위해 15시간을 기다렸다.
많은 경찰서는 중범죄 혐의를 받고 있는 피고인에게는 그들이 기소된 범죄의 성격에 관계없이 최소한 수갑을 채우도록 요구한다. 법원으로 이송되는 피고인은 일반적으로 거리나 보도와 같은 공공 장소에서 입구를 통해 들어오며, 종종 사복 차림의 경찰관(사건을 수사하고 체포한 경찰관일 수 있으며, 특히 여러 기관이 관련된 경우)의 호송을 받으며 때로는 변호사가 동행한다. 이러한 장소는 언론을 포함한 모든 사람이 접근할 수 있다. 그곳에서 언론은 피고인의 사진이나 동영상을 촬영하고 종종 질문을 한다. 대규모 미디어의 관심이 집중되는 세간의 이목을 끄는 사건, 즉 상당한 대중의 관심을 받은 범죄나 피고인이 유명인인 경우, 피고인과 호송 경찰이 건물 안으로 들어갈 공간을 확보하기 위해 바리케이드나 추가 제복 경찰관과 같은 조치가 취해진다. "야만적인 폭도가 무작위로 혼란을 일으키는 것을 보는 것이 당연하다고 생각할 것이다."라고 뉴욕 타임스 칼럼니스트 존 티어니는 그런 장면들에 대해 썼다. "하지만 그렇지 않는다. 실제로는 야만적인 폭도가 치밀하게 계획된 혼란을 일으키고 있는 것이다."

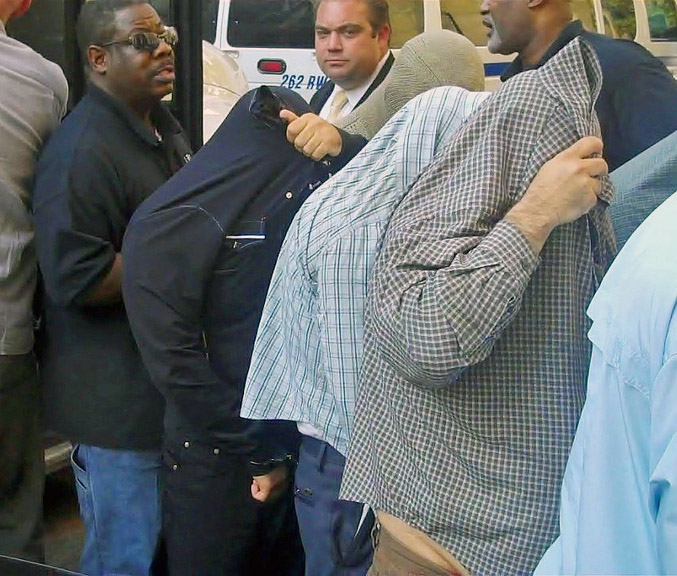
뉴욕 형사 법원에서 셔츠로 얼굴을 가리는 피고인들

### 피고인
대부분의 법 집행 기관은 용의자가 범죄인 포토라인 중에 일시적으로 얼굴을 가릴 수 있도록 허용한다. 그들은 단순히 (앞에 수갑이 채워져 있거나 수갑이 전혀 채워져 있지 않은 경우) 손으로 구경꾼과 언론으로부터 얼굴을 가릴 수 있다. 일부는 선글라스를 착용할 수 있으며, 일부는 후디 셔츠나 재킷을 입고 얼굴 주위에 단단히 감을 수 있다. 용의자는 때때로 옷을 머리 위로 당기거나 고개를 숙여 얼굴을 숨기고 걷는다. 용의자는 또한 종종 법원 심리 또는 사건을 취재하는 언론의 마이크와 카메라에 둘러싸여 있기 때문에 얼굴을 숨기면서 걷는 데 어려움을 겪는다. 경찰은 때때로 현재 또는 전 경찰관이나 그들에게 정보 제공자로서 유용했던 범죄자와 같은 특정 피고인에게는 후드와 측면 입구에서 짧은 포토라인을 제공한다. 반대로, 세간의 이목을 끄는 사건의 경우, 경찰은 미디어를 수용하여 범죄인 포토라인을 필요한 거리 이상으로 "범죄인 퍼레이드"로 확장할 수 있는데, 예를 들어 블록 주변을 돌거나 미디어가 출석할 때까지 법원 절차를 지연시킬 수 있다. 후자의 경우는 1999년 전 우 탱 클랜 래퍼 러셀 존스의 기소(나중에 기각됨) 때와 같았다. 범죄인 포토라인은 2000년 법원 판결로 법 집행 목적으로 필요한 경우에만 제한될 때까지 언론을 위해 재연되었다.
자신의 체포를 예상할 수 있는 피고인들은 종종 포토라인을 염두에 두고 옷을 입는다. 두 명의 전직 연방 검사이자 변호사들은 화이트 칼라 피고인이 "가능한 한 전문적으로 보이도록 준비해야 한다"고 조언하며, 이는 톰 울프의 1987년 소설 헛됨의 소각에서 뺑소니 사고로 기소된 가상 인물 셔먼 매코이가 자수 후 하는 것과 같다. 뉴욕 홍보 전문가 모티머 매츠는 낡은 비옷을 추천한다. 수갑을 가리는 것 외에도 피고인의 손에 남은 지문 잉크로 옷이 얼룩져도 문제가 되지 않는다고 그는 말한다. 뉴욕 마피아 보스 존 고티는 다른 현대 조직 범죄 인물들에서 볼 수 있는 스웨트팬츠와 재킷과는 대조적으로, 포토라인 중에 "멋쟁이 돈"이라는 별명을 얻게 한 비싼 맞춤 정장을 입었다.
수잔 맥더걸은 화이트워터를 조사하는 특별검사 케네스 스타의 대배심에서 증언을 거부했다는 이유로 감옥으로 이송되면서 짧은 미니스커트, 레그 아이언스, 웨이스트 체인을 착용한 채 포토라인에 서야 했다. 그녀는 회고록 말하지 않는 여자(The Woman Who Wouldn't Talk)에서 그 경험에 대해 썼다.
카메라 불빛을 보자마자 나는 즉시 사랑하는 모든 사람들이 저녁 뉴스에서 이것을 볼 것이라는 것을 알았다. 나는 보안관들이 나를 비밀리에 감옥으로 이송할 것이라고 생각했다. 이제 전 세계가 케네스 스타가 나를 이겼다는 것을 보게 될 것이다. 나의 자연스러운 반응은 TV에서 보았던 많은 사람들처럼 고개를 숙이고 카메라에서 숨는 것이었다. 하지만 또 다른 생각이 떠올랐다. 결코 그들에게 그런 만족을 주지 않을 것이다.
내가 할 수 있는 최대한의 존엄성을 모아 (금속 액세서리를 고려하면 그다지 많지 않았다) 고개를 뒤로 젖히고 턱을 내밀고 아무 걱정 없는 듯 걸어갔다.

헛됨의 소각에서 변호사 토미 킬리언은 셔먼 매코이에게 범죄인 포토라인 전에 비슷한 무관심과 무관심을 가장하라고 조언한다.
아무 말도 하지 않는다. 어떤 표정도 짓지 않는다. 얼굴을 가리지 않고, 고개를 숙이지도 않는다. 그들이 있다는 것조차 모른다. 이런 놈들과는 이길 수 없으니 시도조차 하지 마라.

변호사 킬리언의 모델이었던 에드 헤이스도 자신의 의뢰인에게 비슷한 조언을 한다.

### 미디어
기자들은 보통 피고인이 범죄를 자백한 것으로 알려져 있지 않다면 "당신이 그랬습니까?"라고 질문하고, 자백했다면 "왜 그랬습니까?"라고 질문한다. 피고인은 보통 대답하지 않거나 심지어 인정하지도 않는데, 그때쯤이면 미란다 원칙에 따라 수정 헌법 제5조에 의해 보장되는 묵비권에 대해 조언을 받았기 때문이다. 한 가지 예외는 1984년 강간 미수 과정에서 여성을 살해한 혐의로 체포된 엠마누엘 토레스였다. 그는 기자들에게 피해자가 "창녀"였고 그럴 만한 운명이었다고 말했다. 재판에서 그는 자신의 무죄를 주장했다. 포토라인 중 그의 발언은 증거로 제출되었고, 그는 유죄 판결을 받았다. 또 다른 피고인은 1993년 마릴린 먼로 기념품을 훔친 혐의로 체포되었는데, 카메라를 향해 돌아보며 죽은 부모님께 사과했다. 배우 저드 허슈의 아들 알렉스는 1995년 시카고 경찰국에 의해 마약 혐의로 체포되었는데, 나중에 혐의가 기각되었다. 그는 자신의 밴드의 다가오는 출연을 홍보했다. 오하이오주 살인 용의자는 한때 카메라를 향해 "엄마 안녕!"이라고 말했다.
사진기자들은 범죄인 포토라인이 최근 사망한 사람의 집에 가서 사진을 요청하는 것 다음으로 두려운 작업이라고 생각한다. 잠재적으로 많은 다른 사진기자와 텔레비전 카메라 팀과 경쟁해야 하는 몇 초 동안 오랫동안 기다려야 한다. 이는 1994년 영화 페이퍼에서 묘사된 것처럼 그룹 아래에 밟힐 가능성과, 얼굴을 가리기 위해 아래를 내려다보는 피고인을 촬영하는 어려움을 야기한다. 20세기 후반에 일했으며 줄리어스와 에설 로젠버그, 그리고 데이비드 버코위츠의 범죄인 포토라인을 촬영한 AP 통신사 사진기자 마티 레더핸들러는 범죄인 포토라인을 "10분 안에 나올 거예요. 줄을 서세요. 그가 나와서 차에 타고, 사진을 찍으면 끝이에요. 좋아요."라고 묘사한다. 제2차 세계 대전 이후 그가 시작했을 때, 레더핸들러는 언론이 지금보다 포토라인 중에 더 예의 바르다고 말한다. "그 당시에는 모두 같은 렌즈를 사용했고, 모두 8~10피트 뒤에 서 있었고, 아무도 밀거나 밀치지 않았어요."
일부 사진기자들은 이러한 한계를 피하는 창의적인 방법을 찾아냈다. 뉴욕 포스트의 루이 리오타는 존 티어니에게 카메라를 지면 근처에 대고 위로 향하게 한 채 짧은 거리를 걸어가면서, 피고인이 카메라를 피하기 위해 고개를 숙이는 순간의 얼굴을 찍는다고 말했다. 데일리 뉴스의 앤드루 사불리치는 특이한 각도와 병치를 찾는데, 한 번은 경찰서의 잠자는 고양이를 전경에 배치하기도 했다. 피고인의 얼굴을 찍기 위해 그는 계단 꼭대기에 있는 정문 근처에 서 있다. "왠지 모르겠지만, 피고인이 고개를 숙이기로 결정했더라도 계단을 내려가기 시작할 때 잠시 고개를 든다"고 그는 설명한다. "때때로 잃어버린 듯한 표정, 먼 곳에 시선이 고정된 눈빛을 포착하는데, 마치 다른 곳에 있으려고 애쓰는 것처럼 말이다." 타임스의 짐 이스트린은 문 앞에 있는 경찰관들이 때때로 그 사진을 막기 때문에 그는 중간에서 시작하여 뛰면서 촬영한 다음, 피고인이 들어갈 때 경찰차의 다른 쪽에서 사진을 찍는다고 말한다.

## 목적

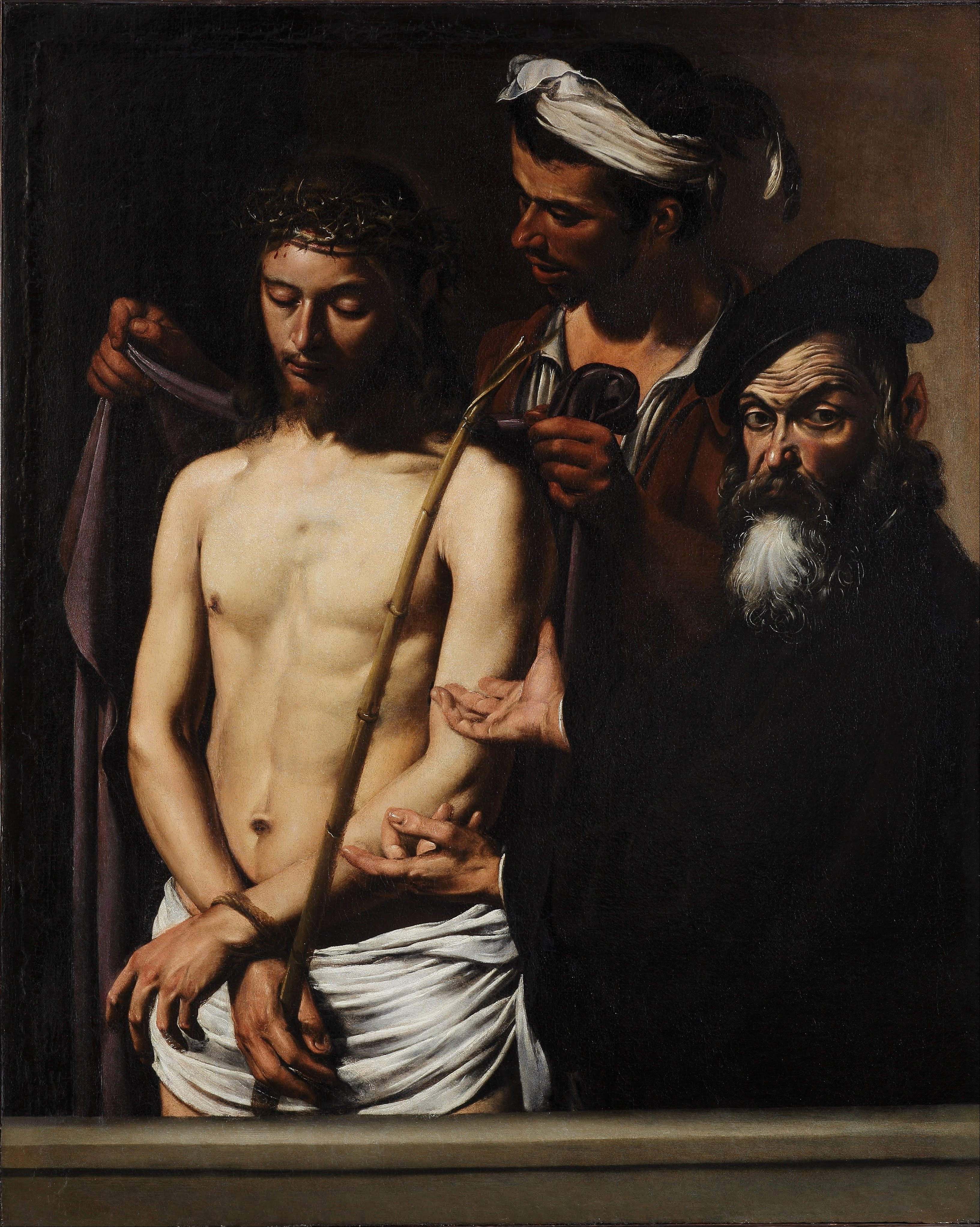
카라바조, 1605년, 에케 호모, 폰티우스 필라투스가 예수를 적대적인 군중에게 제시하는 성경 이야기를 묘사.

범죄인 포토라인은 피고인이나 정의보다는 경찰과 언론의 이익에 주로 부합한다고 묘사된다. "냉소적인 사람들은 범죄인 포토라인을 범죄 기자의 레드 카펫이라고 부를지도 모르다."라고 범죄 기자 아트 밀러는 말한다. "경찰과 검찰은 자신들의 트로피를 과시할 수 있고, [우리는] 그것을 받아들인다. 왜냐하면 재판 전 형사 사법 시스템의 다른 많은 측면이 대중에게 공개되지 않고, 심지어 재판 자체도 항상 텔레비전으로 방송되거나 사진 촬영되지 않을 수 있기 때문이다. 범죄인 포토라인의 30초는 TV 뉴스의 생명줄이다. 그 외에 흔히 볼 수 있는 머그샷이 범죄 이야기를 전달하는 데 필요한 모든 시각 자료이다." 은퇴한 NYPD 형사 니콜라스 카살레는 이를 서비스에 비유한다. "체포를 홍보하고, 피고인이 언론에 성명을 발표할 기회를 제공하며, 집중화되어 있다."
검사들은 이것이 법 위에 있는 사람은 아무도 없다는 메시지를 보내고, 체포 후 범죄인 포토라인에 서는 가능성이 범죄자들, 특히 유죄 판결을 성공적으로 피할 수 있다고 믿을 수 있는 화이트 칼라 범죄자들의 범죄 행위를 억제한다고 말한다. 뉴욕 남부 지구 미국 지방 검사이자 금융 부문에서 발생하는 대부분의 범죄를 담당하는 연방 검찰청의 전직 검사 메리 조 화이트는 그러한 사건에서의 범죄인 포토라인이 투자자의 신뢰를 회복한다고 믿는다. 경찰은 체포된 용의자의 이미지가 공개되면 다른 증인들이 관련 정보를 가지고 나오도록 격려할 수 있다고 말한다. 마지막으로, 검사는 피고인을 도피 위험으로 간주할 경우 보석 심리에서 우위를 점하려고 시도할 수 있는데, 피고인이 명백히 체포되어야 했다면 그들의 사건을 강화하기 때문이다.
법 집행에 대한 전술적 이점 외에도, "이는 일부 사회적 기능을 수행한다."라고 티어니는 말한다. "일탈 행위로 흔들린 지역사회는 도덕적 질서가 회복되었음을 안심하고 싶어하며, 범죄인 포토라인은 법원이 할 수 있는 것보다 훨씬 빠르게 이를 달성한다. 하지만 린치도 마찬가지이다." 그는 그 진정한 사회적 가치가 수치심에 있다고 주장한다.
잠시 동안 범죄자는 도시의 보호적인 익명성을 잃고, 헤스터 프린처럼 의로운 공동체의 도덕적 밀폐감을 느낀다. 청교도들은 이것이 범죄자의 영혼에 좋다고 주장할 수 있지만, 우리가 그의 이익을 위해 그렇게 하는 척하지는 말자. 범죄인 포토라인은 다른 모든 사람들을 위한 것이다. 그것은 경찰을 영광스럽게 하고, 신문을 팔고, 텔레비전 시청률을 높이고, 대중을 즐겁게 한다. 이 모든 것은 무죄 추정을 받는 사람의 희생을 대가로 한다.

2014년 논문에서 텔아비브 대학교의 산드린 부다나는 티어니의 분석에 더 학술적인 용어로 동의하며, 주홍 글씨를 다시 언급하며, 범죄인 포토라인이 다른 수치심 의식과 마찬가지로 "개인의 고립을 물리적으로 표현하는 것"이라고 말한다. 수치심을 당한 사람들은 타인의 눈을 통해 자신을 보도록 강요당하며, 이는 자신을 분열시키고, 죄책감은 자신을 통합시킨다. 심리학을 따라 그녀는 수치심과 죄책감을 구분한다. "미디어 의식에서 이 분열은 자신에 의해 상상되는 것이 아니라 실제로 경험된다."
"흥미롭게도," 부다나는 이어서 이야기한다. "그 수행에서 범죄인 포토라인은 기 드보르와 미셸 푸코의 현대 사회 비전을 조화시킨다." 1970년대에 푸코는 데보르의 스펙터클 개념을 현대 사회의 핵심 요소로 자신의 감시 사회 이론과 대비시켰는데, 여기서 주시는 보이지 않는다. "범죄인 포토라인은 정의를 스펙터클로 만들고 미디어가 가상 파놉티콘의 투명성을 제공함으로써 관객을 감시下に 둔다. 미디어 수치심의 위협은 범죄 행위를 저지르는 것을 억제해야 한다."
금융업자 마틴 슈크렐리가 2015년 증권 사기 혐의로 체포된 후 범죄인 포토라인은 다른 동기를 인정하게 했다. 특히 피고인이 강한 부정적인 대중 인식을 가지고 있는 사건의 경우, 슈크렐리는 에이즈 환자들이 사용하는 약의 가격을 극적으로 올린 후 수개월 전에 대중의 관심을 끌었고, 오만하고 자기 중심적인 방식으로 비판에 대응했기 때문에 부정적인 대중 인식을 가지고 있었다. 이는 샤덴프로이데, 즉 타인의 고통에서 얻는 악의적인 기쁨이다. 슈크렐리가 그런 명성을 얻었던 소셜 미디어 플랫폼의 많은 사용자들은 체포에 대해 수갑을 찬 슈크렐리의 사진과 조롱하는 게시물로 반응했다. 그는 브루클린 동부 지구 연방 법원에서 기소인부절차 후 보석금을 낼 때까지 구금 장소로 그를 데려가는 차로 FBI 요원에 의해 호송되고 있었다.
고커는 슈크렐리를 조롱하는 사진과 트윗 속에서 독자들에게 "모두 사슬에 묶인 나쁜 남자를 봅시다"라고 촉구했다.
그는 절대 자랑을 멈추지 않을 것 같았다. 하지만 이제 우리가 자랑하는 쪽이다. 알다시피, 그는 체포되어 증권 사기 혐의를 받고 있으며, 우리는 그렇지 않는다. 이 사진들은 악당이 마침내 벌을 받는 모습을 보여주며 당신을 위로할 것이다... 이것이 당신이 보고 싶은 사진들인다.

보카티브는 "슈크렐리의 체포와 포토라인은 슈크렐리 본인을 제외하고 모든 사람의 만족 기준을 충족한다"라고 논평했다. #Shkrelifreude 해시태그는 이후 며칠 동안 트위터에서 트렌드되었다.
제2순회 항소법원 패널을 위해 글을 쓴 연방 판사 구이도 칼라브레시는 포토라인이 법 집행 기관과 언론 모두의 이익에 부합한다는 점을 발견했다. "이는 경찰의 범죄 퇴치 노력을 대중에게 알리고 언론에 체포에 대한 이야기에 동반할 극적인 그림을 제공한다." 그는 그럼에도 불구하고 체포자의 이송에서 자연적으로 발생하지 않고 순전히 언론 목적으로 연출된 포토라인은 수정 헌법 제4조를 위반한다고 판결했다.
이후 제2순회 항소법원의 다른 판결에서 판사 프레드 I. 파커는 범죄인 포토라인의 일반적인 합헌성을 지지하면서, 범죄인 포토라인이 주로 언론의 관심에 의해 주도된다는 점에 동의했다. "피고인이 후디를 머리 위에 쓰든 아르마니 정장을 입든, 범죄인 포토라인은 최소한 부분적으로는 오락 가치를 위해 방송망에서 방송되고 신문에 재인쇄된다고 우리는 생각한다." 그러나 그는 그것이 정당한 국가적 이익에도 기여한다는 것을 발견했다.
그것은 또한 법 집행 노력에 대해 대중을 교육하는 보다 진지한 목적을 수행한다. 사법 시스템과 씨름하기 위해 끌려가는 피고인의 이미지는 범죄적 요소에 맞서려는 정부의 노력을 강력하게 전달하며, 다른 사람들이 유사한 범죄를 시도하는 것을 억제할 수 있다.

## 역사
범죄인 포토라인은 역사 전반에 걸쳐 사법 행정 관련 공개 행사에서 역사적인 선례를 가지고 있다. 미국 내에서, 특히 뉴욕에서, 이 과정은 시간이 지남에 따라 그리고 몇몇 유명한 사건들을 통해 진화해왔다.

### 중세 유럽
중세 유럽에서 사법 절차의 '결과', 종종 처형은 종종 가장 공개적인 측면이었고, 때로는 유일한 공개적인 측면이기도 했다. 프랑스 철학자 미셸 푸코는 계몽시대에 걸친 형사 사법 진화에 대한 영향력 있는 역사서 감시와 처벌에서 이렇게 썼다.
프랑스에서는 대부분의 유럽 국가들과 마찬가지로 (눈에 띄는 예외는 영국), 선고에 이르기까지 전체 형사 절차는 비밀로 유지되었다. 즉, 대중에게뿐만 아니라 피고인 자신에게도 불투명했다. 그것은 그 없이, 또는 적어도 그가 혐의나 증거를 알지 못한 채 진행되었다.

그 시점에서 "[유죄 판결을 받은 사람은] 자신이 저지른 범죄의 비난과 진실을 공개적으로 감당하는 것이 임무였다." 유죄 판결을 받은 사람들은 자신들의 범죄를 요약한 푯말을 달았고, 교수대로 가는 도중에 교회에 들러 '정중한 사죄'를 하여 용서를 구했다. 처형 자체는 1757년 프랑스 루이 15세 암살 미수범 로베르 프랑수아 다미앵의 사지 절단과 같은 길고 거의 연극적인 행사였다. 프랑스 역사상 이 방식으로 마지막으로 처형된 이 절차에 대한 상세한 설명으로 푸코의 책은 시작된다.
중세 잉글랜드에서도 대역죄로 유죄 판결을 받은 사람들은 공개 마차에 태워 거리를 지나 처형장으로 행진했다. 원래는 말에 끌려갔지만, 일부는 그 대우로 거의 죽을 지경에 이르렀고, 뒤따르는 액사, 거세, 내장 적출 및 사지 절단을 살아남지 못했다. 운송 중에는 종종 구경꾼들이 던지는 물건에 맞았다. 2014년에 출간된 찰스 1세의 처형자에 대한 그의 저서 왕을 죽인 자들(Killers of the King)에서 제9대 스펜서 백작 찰스 스펜서는 "이는 범죄자를 망각으로 이끄는 상징적인 과정이었다"고 관찰했다. "거리를 통한 끌림은 산 자의 세상에서 마지막, 굴욕적인 여정을 제공했다."
19세기에는 형사사법 개혁 노력이 성공하기 시작하면서, 감옥은 중범죄에 대한 선호되는 처벌로 처형을 대체하기 시작했는데, 이는 범죄자의 최종적인 회개 가능성을 제공했기 때문이다. 처형을 둘러싼 광경은 공개적으로 열릴 때조차도 더욱 제한되었다. 19세기 중반에는 대규모 도시들이 경찰서를 설립하여 범죄 예방 및 수사를 전문화하기 시작했다.

### 1890년대–1960년대: 초기
미국에서 범죄인 포토라인은 카메라의 셔터 속도가 충분히 빨라져 소규모 개인 그룹의 사진 촬영이 가능해졌던 한 세기 전으로 거슬러 올라간다. 1890년대 시어도어 루즈벨트가 뉴욕 시 경찰 국장을 맡기 이전에도 행해졌다고 믿어진다. 시의 신문 사진기자들은 곧 이를 의례화했다. J. 에드거 후버, FBI 초대 국장은 기자들이 그의 요원들이 기소된 갱스터 앨빈 카피스와 해리 캠벨을 정의의 심판대에 세우는 것을 목격할 수 있도록 했다.
범죄인 포토라인이라는 용어가 사용되기 이전의 가장 초기 선구자 중 하나는 1903년에 발생했다. NYPD 조사관 조지 W. 맥클러스키는 20세기 초반 뉴욕시 조직 범죄 관련 배럴 살인 사건 중 가장 악명 높은 리틀이털리 아파트 건물 밖 배럴에서 버펄로에서 온 모렐로 일가 관계자로 나중에 확인된 절단된 시체가 발견된 후, 도시에서 가장 초기에 지배적인 마피아 그룹 중 하나인 모렐로 일가의 주요 구성원들을 체포했다. 그들이 밤새 구치소에 머물렀던 후, 맥클러스키는 수갑을 찬 용의자들을 리틀이털리 거리에서, 그들의 동료 이탈리아 이민자들의 눈앞에서, 경찰 본부에서 인근 제3사법지구 법원으로 이송했는데, 이는 일반적으로 사용되는 패디 왜건이 예정대로 도착하지 않았다고 주장했다.
미국 마피아 역사가 토마스 레페토는 이것을 현재의 범죄인 포토라인에 비유할 뿐만 아니라 더 나아가 역사적 선례를 본다. 그 당시 이탈리아 경찰은 때때로 체포된 마피아 단원들을 자신들의 공동체 앞에서 행진시켰는데, "그들의 무력함을 극화했다". 그들 이전에는 고대 로마인들도 포로와 마찬가지로 같은 일을 했다.
뉴욕 타임스는 사슬에 묶인 모렐로 일가가 지나가는 것을 지켜본 많은 이민자들이 그들을 지지하고 있다고 보도했다. 경찰은 결국 그들을 구금에서 풀어주려는 시도가 진행 중일까 봐 그들을 해산시켜야 했다. "신문들은 그런 이야기를 좋아했고, 경찰도 마찬가지였다. 마피아를 전능한 조직으로 묘사하는 것은 그들의 간헐적인 승리를 더욱 인상적으로 만들었다."
ABC 뉴스 기자 존 밀러는 법 집행 기관의 대변인으로도 일했는데, 범죄인 포토라인의 진화에 세 가지 뚜렷한 단계를 확인했다. 1940년대까지 용의자들은 경찰 본부 지하의 무대에서 기자들 앞에서 행진했다. 기자들은 어떤 것이 좋은 기사가 될지 결정했다. 그 이후 기자들은 개별 경찰서에 배정되어 용의자들이 체포 기록되고 지문 채취되는 것을 지켜보았다. 그들은 종종 그들과 대화할 수 있었고, 보도할 가치가 있는 경우 사진 촬영 기회가 일반적으로 제공되었다. 은행 강도 윌리 서튼의 전설적인 대답("그곳에 돈이 있기 때문이다")은 그가 은행을 강도한 이유에 대한 질문에 대한 것으로, 이런 방식으로 열린 범죄인 포토라인 중에 발언된 것으로 알려져 있다. 이 시대의 범죄인 포토라인의 변형으로, 현재는 더 이상 행해지지 않는 것은 "자백 촬영"으로, 피고인이 자신의 서면 진술을 서명하거나 검토하는 모습이 촬영되는 것이다.
이 시대는 1962년 브루클린의 보로 파크 담배 창고 강도 사건으로 끝났다. 두 명의 형사가 살해되었는데, NYPD 경찰관의 첫 두 명 사망 사건으로 30년 만에 대규모 수색이 벌어졌다. 기소된 강도 중 한 명인 토니 델레르니아는 시카고에서 자수했다. 그가 뉴욕으로 범죄인 인도된 후, 그는 포토라인에 섰다. 일부 사진기자들은 그가 구금되어 있던 브루클린 경찰서에서 경찰에게 그들이 놓쳤다고 불평했다. 고위 형사 알베르트 시드만은 원래 포토라인 3시간 후 기자들을 위해 그것을 재연했을 뿐만 아니라, 델레르니아의 머리를 들어올려 보이게 했다. 뉴욕 타임스가 몇 년 후 "피고인의 얼굴을 피자 반죽처럼 늘리는 것"이라고 표현한 시드만이 시가 꽁초를 입에 물고 있는 모습 옆에 있는 피고인의 고통스러운 표정이 사진에 담겨 대중의 분노를 불러일으켰다. 나중에 경찰서의 수석 형사가 된 시드만은 후회할 것이라는 것을 알았고, 나중에 질책을 받았다. 또 다른 한 명, 제리 로젠버그도 자수했다. 사건을 담당한 형사 레이 마틴은 포토라인 중에 언론에게 "그는 살인자이며, 그 때문에 불탈 것이다"라고 말했다. 로젠버그는 유죄 판결 후 자신과 마틴을 그 발언과 체포 중 발생한 경찰 폭력 혐의로 고소했다. 자신을 변호하며 교도소 변호사로서의 경력을 시작한 로젠버그는 지방 법원에서 마틴에 대해 소액의 판결을 받았지만, 나중에 항소심에서 뒤집혔다.

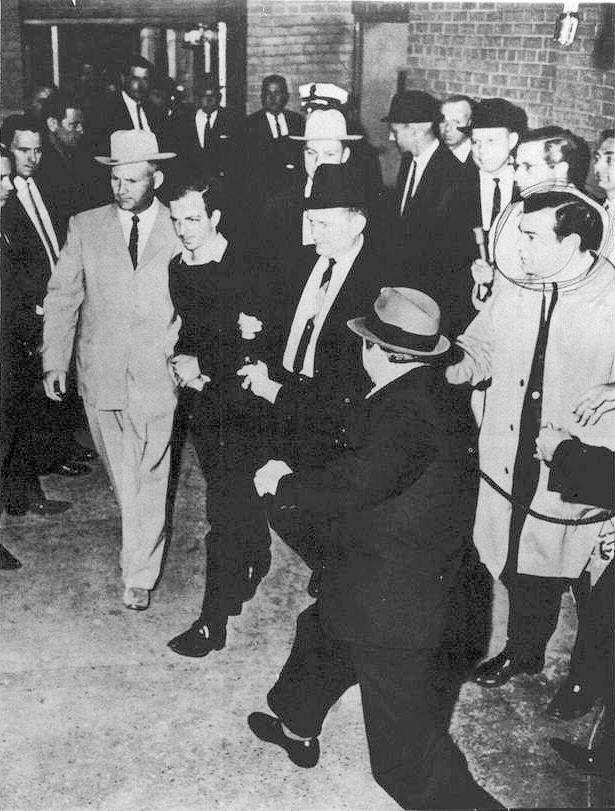
리 하비 오스월드의 범죄인 포토라인에서의 살해, 잭 루비가 권총을 발사하기 직전.

그 다음 해, 범죄인 포토라인은 피고인의 죽음으로 끝났다. 존 F. 케네디 대통령 암살 후, 해당 범죄와 관련된 댈러스 경찰관 살해 혐의를 받은 리 하비 오스월드는 체포된 경찰서에서 종종 언론 앞에 끌려 나왔고, 언론의 질문에 가끔 대답하기도 했다. 그가 카운티 감옥으로 이송되는 도중, 그는 경찰서에 자주 방문했던 민간인 잭 루비에 의해 생방송으로 총에 맞아 숨졌다. 그 결과, 향후 범죄인 포토라인에서 유사한 살해를 막기 위해 보안이 강화될 것이다.

### 1960년대–1980년대: 텔레비전 범죄인 포토라인
뉴욕에서는 십년 후반에 텔레비전 뉴스 부상으로 다른 변화가 일어났다. 기자들은 카메라 크루와 함께 왔는데, 이는 경찰서 내에서 더 이상 수용될 수 없었다. 1969년 기자, 판사, 경찰관으로 구성된 그룹은 회의 후 범죄인 포토라인에 대한 지침을 작성했다. "법 집행 및 법원 직원은 피고인이 법정 밖 공공장소에 있을 때 사진 촬영을 방해해서는 안 된다"고 그들은 읽었다. "사진 촬영이나 텔레비전 방송을 장려하거나 낙담시키지 않아야 하지만, 피고인을 포즈를 취하게 해서는 안 된다." 몇 년 후 그들은 NYPD에 의해 공식적으로 채택되었다.
그 후 1977년, "샘의 아들" 연쇄살인범 데이비드 버코위츠는 체포 후 많은 언론 그룹 앞에서 행진했는데, 이는 그의 살인으로 인해 긴장했던 도시를 진정시키는 광경이었다. 3년 후, 존 레넌 살해 후 마크 채프먼이 체포된 후, 경찰은 오스월드에게 일어났던 복수 살인과 같은 사건에 대비하여 조치를 취했다.

### 1980년대-1990년대: 화이트칼라 범죄인 포토라인
1980년대에 화이트 칼라 범죄자들도 범죄인 포토라인에 서기 시작했는데, 연방 검찰이 이 관행의 대중 관계적 가치를 인지했기 때문이다. 뉴욕 남부 지구 미국 지방 검사 재임 기간 동안 루돌프 줄리아니는 종종 월가 투자 은행가들을 범죄인 포토라인에 세웠다. 키더 피바디의 내부 거래 혐의로 기소된 트레이더 리처드 위그턴과 같은 피고인들은 그들의 직장에서 체포되어 제복을 입은 경찰의 호송을 받으며 거래 플로어에서 수갑을 차고 걸어 나왔다. 이는 찰리 신이 주연한 올리버 스톤의 1987년 영화 월 스트리트에서 묘사된 버드 폭스 캐릭터와 같다. 로욜라 로스쿨 교수 로리 레븐슨은 "루돌프 줄리아니는 범죄인 포토라인을 예술 형태로 만들었다."라고 말한다. 전직 맨해튼 지방 검사 로버트 모르겐쏘도 이에 동의하며 줄리아니를 "범죄인 포토라인의 대가"라고 부른다.
동시에 "범죄인 포토라인"이라는 용어는 이 관행의 일반적인 용어가 되었다. 뉴욕 타임스 언어 칼럼니스트 윌리엄 세이파이어는 1986년을 언론에서 가장 이른 사용으로 보았다. 그의 동료 존 티어니는 이 용어가 1940년대 초반부터 사진기자들과 경찰 사이에서 사용되었다고 주장한다.
조직 범죄의 주요 인물들은 체포될 때 항상 포토라인에 섰다. 1980년대 후반, 미국 마피아의 감비노 일가 두목인 존 고티는 밀러에 따르면 "포토라인을 완전히 새로운 차원으로 끌어올렸다". 그는 "멋쟁이 돈"이라는 별명을 얻게 한 비싼 맞춤 양복을 입고 포토라인을 섰다. 기자들은 그가 걷는 동안 그에게 정중하게 안부를 물었다. 타임스의 프리랜서 기자는 한때 그에게 격식을 갖춘 이탈리아어로 질문했다. "부오나 세라, 시뇨레, 코메 스타?" 고티는 같은 식으로 "베네, 그라치에"라고 대답하며 카메라를 향해 웃었고, 사진기자들과 텔레비전 카메라에게 그들이 원했던 기억에 남을 만한 이미지를 제공했다.
1990년대 화이트워터 사건 수사 중, 수잔 맥더걸은 특별검사 케네스 스타의 대배심에서 증언을 거부했다는 이유로 법정 모독 혐의로 구금되어 레그 아이언스와 웨이스트 체인뿐만 아니라 수갑을 착용한 채 범죄인 포토라인에 섰다. 그녀는 재킷, 흰색 블라우스, 미니스커트, 검은 스타킹, 하이힐로 구성된 의상 위에 수갑을 찼다. 스타는 비협조적인 증인에게 굴욕을 주려는 불필요한 시도라는 비판을 받았다. 그는 자신의 사무실이 그녀가 착용한 구속 수준과 무관하다고 주장했고, 보안관 서비스는 그것이 수송 중인 모든 수감자에게 표준이라고 말했다. 1995년 오클라호마시티 폭탄 테러범 티머시 맥베이는 이미 오클라호마 고속도로 순찰대 구금 중이었지만, 폭탄 테러로 공식 체포되기 거의 세 시간 전에 FBI에 의해 텔레비전 카메라 앞에서 행진했다. 그의 변호사들은 나중에 그의 목격자 증언을 증거에서 제외해달라고 요청했다. 그 이유는 그들이 모두 널리 방송된 범죄인 포토라인에 근거한 것이고, 어떤 증인도 대조에서 그를 지목하도록 요청받지 않았기 때문이었다.

### 1990년대-현재: 법적 도전 및 재개
1994년 NYPD의 일부 경찰관들도 주목할 만한 포토라인을 겪었다. 할렘의 30번째 경찰서에서 광범위한 경찰 부패 조사가 이루어진 후, 제복을 입은 많은 경찰관들이 언론 앞에서 수갑을 차고 끌려 나왔다. 당시 새로운 경찰 국장이었던 윌리엄 브래튼은 체포를 발표하는 기자회견을 하고 있었다. 그는 카메라가 돌아가는 동안 경찰관들의 배지를 해직하고 쓰레기통에 던졌다.
1990년대 후반, NYPD는 소송으로 이어지자 범죄인 포토라인을 중단했다. 어퍼이스트사이드 아파트 건물 도어맨 존 로로는 1995년 절도 혐의로 체포되었다. 원래 범죄인 포토라인 이후, 형사 마이클 찰스는 지역 텔레비전 뉴스 팀이 사건을 촬영할 수 있도록 3시간 후 또 다른 포토라인을 진행했다. 혐의는 나중에 기각되었고, 그는 찰스, 경찰, 시를 상대로 연방 법원에 미국 민권법 제1983조 소송을 제기하여 범죄인 포토라인이 그의 수정 헌법 제4조 권리를 침해하는 불합리한 신체 압수라고 주장했다. 판사는 범죄인 포토라인이 수정 헌법 제4조를 위반한다는 데 동의했다. 항소심에서는 그 판결이 언론을 위해 연출된 포토라인에만 엄격하게 제한되었다.
동시에 또 다른 소송은 그 자체로 범죄인 포토라인의 합헌성에 이의를 제기했다. 1999년 웨스트체스터군 정부는 여러 명의 교도관들이 허위 상해 청구를 했다는 이유로 체포했다. 그들은 정부 청사에서 체포 직후 카운티 직원들에 의해 비디오 촬영되었고, 그 후 인근 지방 법원으로 이송되어 카운티 행정관 앤드루 스파노가 체포에 대한 기자회견을 열었다. 이는 피고인들이 현장에 있는 언론 앞에서 범죄인 포토라인을 거치는 것으로 절정을 이루었다. 지방 법원은 선례로서 로로 사건에 의존하여, 범죄인 포토라인이 피고인들을 기소하기 위해 법원으로 이송하는 데 필요했기 때문에 합헌적이라고 판결했다. 이 결정은 항소심에서도 다시 지지되었다.
범죄인 포토라인은 2000년대 초반 스캔들에 연루된 많은 기업 경영자들, 예를 들어 앤드루 패스터우와 존 리가스가 범죄인 포토라인에 서게 되면서 재개되었다. 2003년, 전 이라크 주재 미국 대사 조지프 C. 윌슨은 부시 행정부 고위 관료가 자신의 아내인 스파이 밸러리 플레임의 이름을 언론에 유출한 것을 비난하며 범죄인 포토라인과 또 다른 용어를 언급했다. 이는 그가 뉴욕 타임스 기고문에서 행정부의 이라크 전쟁 지지 주장의 핵심적인 측면에 의문을 제기한 것에 대한 보복으로 해석되었다. "나는 칼 로브가 수갑을 차고 백악관에서 개구리 행진으로 끌려나가는지 아닌지 보는 것에 매우 관심이 있다." 진보적인 행정부 비판론자들은 사진 편집을 통해 그런 일이 일어나는 이미지를 만들었다. 2008년 샌프란시스코의 코드 핑크 시위대는 당시 정부를 떠난 로브를 시민 체포하려 시도했다.
이라크로 돌아와 폐위된 독재자 사담 후세인은 2004년 재판 시작 시 구속된 채 이라크 보안 요원 두 명의 호송을 받으며 언론 앞에서 "궁극의 범죄인 포토라인"을 만들었다. 그 자리에 있었던 미국 사진기자 카렌 발라드는 "그가 내 카메라, 나에게 분노하는 것을 느꼈고, 실제로 나에게 침을 뱉을지도 모른다고 생각했다. 그는 무슨 일이 일어나려는지 정확히 알지 못했고, 갑자기 이전에 맹렬했던 독재자는 작고 단정치 못하게 보였다."라고 회상했다. 그녀와 다른 관찰자들에게 그것은 그의 통치의 끝과 더 민주적인 이라크에 대한 희망의 시작을 상징했다.

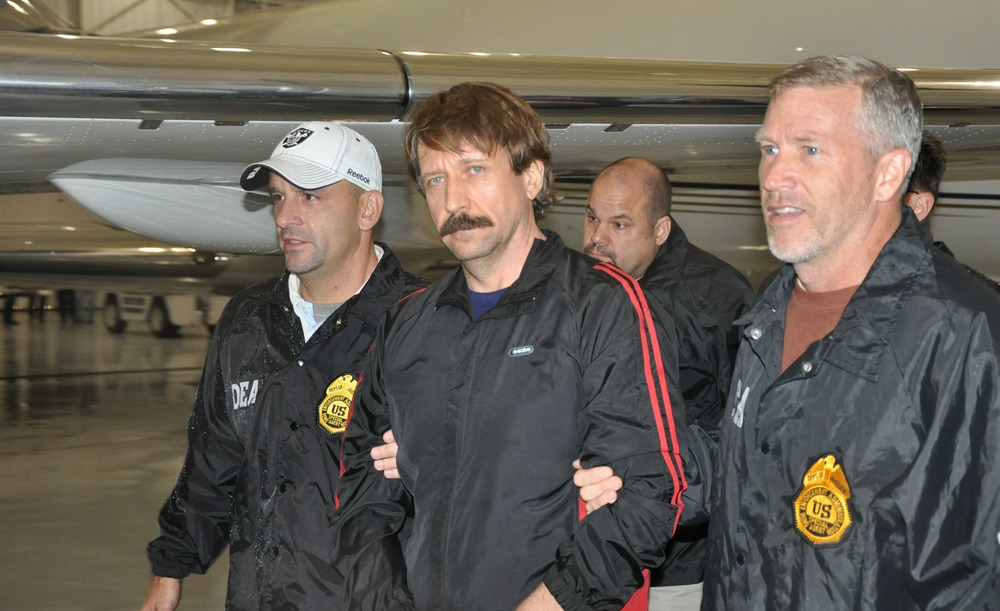
빅토르 부트의 범죄인 포토라인

다음 십 년 초반에, 미국의 법 집행 기관들에 의해 두 명의 저명한 외국 시민들이 범죄인 포토라인에 섰다. 무기 밀매 혐의로 오랫동안 미국과 다른 정부에서 수배해 온 러시아인 빅토르 부트는 태국에서 체포되어 2010년 범죄인 인도 시 연방 마약단속국 요원들에 의해 기다리고 있던 언론을 지나쳐 갔다. 다음 해, 당시 국제 통화 기금 총재였고 2012년 프랑스 대통령 선거에서 니콜라 사르코지에게 도전할 선두 주자로 여겨졌던 도미니크 스트로스칸은 호텔 가정부를 강간하려 한 혐의로 체포 기소되었다. 뉴욕에서 사건을 취재하던 프랑스 언론인들은 수갑을 찬 스트로스칸이 그들 옆을 지나가자 침묵에 충격을 받았다. 프랑스에서는 유죄 판결을 받지 않은 식별 가능한 사람의 사진을 수갑을 찬 채 경찰에 구금된 상태로 출판하는 것이 불법인데, 그의 이미지는 상당한 대중의 분노를 불러일으켰다.
두 달 후, 고발인의 신뢰성에 대한 의문이 제기되어 재판이 어려워지자 스트로스칸의 보석 조건은 가택 연금에서 자유 보석으로 완화되었다. 맨해튼 지방 검사 사이러스 반스 주니어의 사무실이 고발인이 폭행 외에 다른 이야기의 측면에서도 거짓말을 했다는 것을 발견했기 때문이다. 이전에 범죄인 포토라인을 옹호했던 뉴욕 시장 마이클 블룸버그는 이를 "터무니없는" 일이라고 비판했다. 뉴욕 시의회 의원 데이비드 G. 그린필드는 범죄인 포토라인을 금지하는 법안을 발의했다. "솔직히 위헌이라고 생각한다."라고 그는 말했다. "여기서 금지하면 전국에 메시지를 보낼 수 있다." 경찰 국장 레이먼드 켈리는 비난은 자신의 부서가 아닌 언론에게 있다고 말했다. "누군가가 경찰서 앞에서 걸어 나올 때 그들이 위치를 파악하기로 결정한다면, 그것은 경찰서가 결정하는 것이 아니다"라고 그는 말했다. "우리는 150년 동안 경찰서 앞에서 수감자들을 법원으로 이송해 왔다... 이것이 우리가 사람들을 법원으로 이송하는 방식이다... 그 요정은 결코 병 안에 다시 넣을 수 없을 것 같아요. 그것이 현실이다." 이 법안은 통과될 가능성이 낮은 것으로 보였다.

## 합법성
1931년 니어 대 미네소타주 사건 판결에서 미국 연방 대법원은 헌법에 의해 보장된 출판의 자유를 제한하는 법률, 즉 사전 검열이 이를 침해한다고 판결했다. 대법원장 찰스 에번스 휴스는 "스캔들을 퍼뜨리는 악당들이 언론의 자유를 남용할 수 있다는 사실이 언론의 사전 억압으로부터의 면제를 덜 필요하게 만들지는 않는다"고 썼다. 나중에 법원은 펜타곤 문서 사건, 뉴욕 타임스 대 미국에서 국가 안보 목적에 대한 제한적인 예외를 허용했다.
1980년대 초반 일련의 사건들은 언론이 법원에서 형사 절차의 모든 측면을 취재할 권리를 확립했다. 첫 번째인 리치몬드 신문사 대 버지니아주 사건은 정부 조치에 대해 정보를 얻을 권리가 헌법에 의해 특별히 보호된다고 판결했다. 판사는 언론 보도가 피고인의 공정한 재판을 받을 권리를 부정할 "상당한 가능성"을 야기한다고 판단하는 경우 형사 재판 절차를 언론에 비공개할 수 있지만, 그렇게 하는 이유를 기록에 남겨야 한다.
이 기본 법률 하에서 존 로로 이전에는 어떤 피고인도 범죄인 포토라인의 합헌성에 이의를 제기하지 않았다. 무죄 추정의 원칙을 훼손한다는 비판에도 불구하고, 유죄 판결을 받거나 유죄를 인정한 피고인들은 범죄인 포토라인으로 인해 자신들의 권리가 침해되었다고 주장한 적이 없으며, 이로 인해 명예 훼손을 주장할 수도 없었다. 나중에 혐의가 기각되었음에도 불구하고 범죄인 포토라인을 겪었던 로로는 소송 당사자 적격을 가진 첫 청구인이었다.

### 로로 대 찰스
1995년 어퍼이스트사이드의 작은 아파트 건물 도어맨인 로로는 거주자가 몰래카메라로 촬영한 비디오를 경찰에 보내 휴가 중에 로로가 아파트에서 훔치는 것을 명백히 보여주는 비디오를 보낸 후 강도 혐의로 체포되었다. 체포 후 형사들은 세입자가 자신의 감시 비디오를 라이선스한 지역 TV 방송국의 카메라를 위해 로로를 범죄인 포토라인에 세워야 한다고 들었다. 그는 수갑을 찬 채 경찰차로 끌려가 블록 주변을 돌아다닌 후 건물 안으로 다시 걸어 들어갔다.
비디오는 로로가 세입자의 서랍과 옷장을 뒤지는 것을 보여줬지만, 그가 무언가를 훔치는 것을 보여주지는 않았다. 추가 조사 결과, 로로가 휴가 중에 아파트에 들어가 식물에 물을 주고 우편물을 배달하도록 허용한 세입자는 로로가 뒤진 곳에서 사라진 물건을 식별할 수 없었다. 혐의는 경미한 절도 미수로 축소되었고, 기소 취소 심사로 연기되었다. 해고된 로로는 직장을 되찾을 수 없었다.
로로는 시, 경찰서, 형사 마이클 찰스를 상대로 남부 지구 연방 법원에 미국 민권법 제1983조 소송을 제기했다. 그는 체포 및 범죄인 포토라인이 수정 헌법 제4조, 제6조, 제8조, 제14조에 따른 그의 권리를 침해했다고 주장했다. 앨런 G. 슈워츠 판사는 1999년 체포는 합법적이었으나 범죄인 포토라인은 아니라고 판결했다.
슈워츠 판사는 로로와 함께 실시된 범죄인 포토라인은 로로의 사생활과 개인 권리를 침해하는 압수였으며, 로로에게 굴욕감을 주기 위해 고안되었고 합법적인 법 집행 목적이나 정당화가 없었다고 썼다. 그는 테리 대 오하이오주 사건에서 대법원이 승인한 경찰 검문보다 훨씬 더 굴욕적이라고 판단했다. "범죄인 포토라인 자체의 굴욕 외에도 경찰이 그 행진이 폭스 5 뉴스에서 방영되어 뉴욕 도시권 전역에 노출될 것임을 알고 있었다는 사실이 있다. 이 모든 것이 피고인이 유죄로 입증될 때까지 무죄로 추정되는 국가에서 발생했다."
그는 제2순회 항소법원의 이전 판결인 아예니 대 모톨라가 불필요한 언론 노출이 위헌이라고 판결했기 때문에 찰스는 자신의 행동에 대해 제한적 면책권을 가질 수 없다고 판결했다. 찰스는 제2순회 항소법원에 항소하며, 어떤 법원도 범죄인 포토라인이 위헌이라고 판결한 적이 없다고 주장했다. 다음 해인 2000년, 3인 판사단은 이에 동의하며 지방 법원의 판결을 뒤집었지만, 여전히 헌법 위반을 발견했다.
찰스는 그의 주장을 뒷받침하기 위해 두 가지 선례를 인용했다. 대법원의 폴 대 데이비스 사건과 제2순회 항소법원의 자체 판결인 로젠버그 대 마틴 (제리 로젠버그 사건)이다. 로로의 명예 훼손이 그 자체로 그의 헌법적 권리를 박탈하지 않았다는 그의 주장을 뒷받침했다. 예일 로스쿨 전 학장이었던 구이도 칼라브레시는 이 두 사건에서 원고가 수정 헌법 제4조 위반을 주장하지 않았으므로 로로의 사건과는 다르다고 이 두 주장을 기각했다. 그는 범죄인 포토라인 자체로 돌아갔는데, 그는 그것이 최초의 문제인 것 같다는 데 동의했다.
대신 로로의 범죄인 포토라인을 그의 권리 침해로 만든 것은 그것이 연출되었다는 사실이었다. "정확한 경찰 활동 보도에 정당한 국가적 이익이 있다고 가정하더라도," 칼라브레시는 썼다. "그 이익은 몇 시간 전에 일어난 사건의 본질적으로 허구적인 극화에 의해 제대로 충족되지 않는다." 그는 범죄인 포토라인의 합헌성에 대해 일반적인 문제로 판결하기를 거부했는데, 그 질문은 법정에 제출되지 않았고, 아예니 사건의 사실이 1995년 현재 확립된 법으로 간주될 만큼 로로의 사건과 충분히 동일하지 않았기 때문에 찰스가 제한적 면책특권을 가졌다고 판결했다.

### 칼도로라 대 웨스트체스터 카운티
지방법원이 로로 사건에 대한 판결을 준비하는 동안, 범죄인 포토라인에 대한 또 다른 도전이 시작되고 있었다. 1998년 뉴욕 북부의 웨스트체스터군 교정국은 여러 교도관들이 허위 장애 연금 청구를 하고 있는지 조사하기 시작했다. 비디오 감시 결과 네 명은 주장하는 장애보다 활동적인 것으로 보였고, 다섯 번째는 거주 요건을 위반하여 주 밖에서 거주하고 있었다.
그들은 3급 절도 혐의로 기소되었고 교정국 사무실에서 체포되었다. 카운티 직원들은 그들이 체포 후 수갑을 찬 채 차량으로 인도되는 모습을 비디오로 촬영했다. 그날 오후 기자회견에서 카운티 행정관 앤드루 스파노는 체포 사실을 발표하고 감시 비디오를 보여주었다. 그는 기자들에게 피고인들이 인근 지방 법원에서 기소될 것이라고 말했고, 피고인들은 언론이 법원으로 인도되는 모습을 촬영할 수 있을 때까지 기다리게 되었다.
그들은 남부 지방 법원에 소송을 제기하여, 범죄인 포토라인이 로로의 경우처럼 조작되지 않았음에도 불구하고 언론 노출을 극대화한 것이 수정 헌법 제4조 권리를 침해했다고 주장했다. 2001년 콜린 맥마흔 판사는 카운티에게 유리한 판결을 내렸다. 카운티 재산에서 체포된 피고인들을 비디오로 촬영하는 것은 그들의 사생활을 침해하지 않았는데, 왜냐하면 "특정 장소에서 특정 시간에 사람이 발견될 수 있다는 사실이 어떤 소유권 이익을 발생시키지 않으며, 그렇지 않다고 결론 내리는 것은 불합리할 것이다." 사실, 그녀는 "[원고]는 비디오 촬영되지 않을 어떤 소유권 이익도 확인하지 않았으며, 이 법원은 어떤 것도 생각할 수 없다."라고 썼다. 반면에 카운티는 나중에 학대 또는 기타 부적절한 행위 혐의로부터 자신을 보호하는 것과 같은 많은 이유로 피고인들을 비디오로 촬영했을 수 있다.
맥마흔은 원고들의 주장에 동의하며 체포가 "연출되었다"고 했지만, 그들의 범죄인 포토라인과 로로의 포토라인을 구분했다. "[이] 사건에서 촬영된 영상은 '리얼리티 텔레비전'(물론 대본에 따라 연출된 지시 사항이 있었지만)이었다. 원고들은 실제로 체포 처리를 위해 이송되고 있었으므로, 촬영된 것은 합법적인 법 집행 활동이었고, 완전히 허구적인 사건이 아니었다." 결론적으로 그녀는 로로 항소 법원보다 더 나아갔다.
주에는 경찰 활동에 대한 정확한 보도에 대한 정당한 이익이 있으며, 이를 위해 언론에 용의자의 체포, 처리 및 기소와 관련된 사건에 대해 알려 줄 수 있으며, 본질적으로 "사진 촬영 기회"와 코닥 순간으로 이어지는 사건을 포함한다 ... 사실은 원고들의 체포는 뉴스 가치가 있는 사건이었다. 언론은 그것을 취재하는 것을 막을 수 없었으며, 경찰은 헌법적으로 그들의 업무를 더 어렵게 만들 필요가 없다.

항소심에서 프레드 I. 파커 판사, 데니스 제이콥스 판사(현재 제2순회 수석 판사), 소니아 소토마요르 판사(후에 대법원 승격)로 구성된 패널은 지방 법원의 판결을 확정했다. 패널을 대표하여 파커 판사는 체포된 재산에 대한 피고인의 최소한의 사생활 기대에 대해 자세히 설명했으며, 언론이 일반적으로 그곳에 허용되지 않았다는 것은 관련이 없다고 말했다. "교정국 직원들은 언론이 교정국 구내에 접근하는 것을 허용하는 것이 그들 자신의 특권이 아니라 고용주의 특권임을 일반적으로 알고 있다... [그들은] 단지 체포되었다는 이유만으로 다른 카운티 직원이 교정국 재산에 접근하는 것을 배제할 합리적인 기대가 없었다." 그의 의견은 그렇지 않으면 맥마흔의 의견과 일치했으며, 사생활 이익이 걸려 있는 주거 공간과 공공 장소 사이의 로로의 구별을 재확인했다.

## 반응
범죄인 포토라인은 변호사, 언론인, 정치인, 그리고 미국 내외의 일반 대중으로부터 비판과 옹호를 모두 받아왔다.

### 법률
로로 사건에 대한 그의 결정의 각주에서 슈워츠 판사는 모든 범죄인 포토라인에 대한 그의 혐오감을 분명히 했다.
...이 법원은 범죄인 포토라인 절차가 정보 확산 목적이 아니라 사건 극화 및 체포자 굴욕 목적을 위해 고안되거나 의도된 것이 아니라는 점에 의심의 여지가 없다. 이 절차는 체포자에게 지나치게 가혹하며, 법원에서 허용된 다른 보다 일반적이고 덜 침해적인 방법보다 정보 확산 목표를 더 효과적으로 달성하지 못한다.

비판론자들은 또한 그것이 무죄 추정의 원칙에 해롭다고 말했다. 뉴욕 시민 자유 연맹 국장 도나 리버먼은 "이는 경찰이 언론에서 사건을 재판하려 하고 체포로 인해 유죄를 암시하려 하는 방식"이라고 말한다. "문제는 그것이 공정한 재판을 받을 권리를 독살하는가 하는 것이다. 그것은 각 사건에 달려 있다." 빌리지 보이스의 냇 헨토프는 "그런 상황에서는 테레사 수녀조차도 극도로 의심스럽게 보일 것이며, 특히 그녀의 손이 등 뒤에 수갑이 채워져 있다면 더욱 그렇다"고 관찰했다. 그러한 비판에 대한 흔한 반응, 즉 체포된 어떤 피고인도 범죄인 포토라인을 면제받지 않는다는 점을 인정하며, 법학 교수 패트리샤 윌리엄스는 미국이 세계에서 수감률이 가장 높기 때문에 "범죄인 포토라인은 확실히 사회적 평등화 장치이지만 좋은 방식으로 아니다"라고 말한다. "그것은 평등권의 가장 위대한 상징이 아니다."
리처드 위그턴 사건은 범죄인 포토라인의 파괴적인 효과의 한 예로 언급되었다. 당시 뉴욕 남부 지구 미국 지방 검사였던 루돌프 줄리아니의 지시에 따라, 현재는 문을 닫은 키더 피바디의 위험 차익 거래 책임자였던 위그턴은 1987년 내부자 거래 혐의로 사무실에서 체포되었다. 그는 동료들 앞에서 수갑을 찬 채 걸어가면서 공개적으로 울었다. 3개월 후, 그와 그의 동료에 대한 혐의는 확대된 기소를 추구하기 위해 취하되었는데, 이는 결코 이루어지지 않았다. 줄리아니의 후임자는 조사를 종결했고, 그때 위그턴은 은퇴해야 했다. 2007년 사망 직전에 위그턴은 자신이 "줄리아니의 야망의 희생자"라고 말했다.
범죄인 포토라인에 대한 법적 비판은 변호인에게만 국한되지 않는다. 뉴욕 자치구 브루클린의 전 지방 검사였던 찰스 하인즈는 범죄인 포토라인에 반대했으며, 그의 사무실이 기소한 사람들을 범죄인 포토라인에 세우는 것을 거부했다. 소설 최종 심판(Final Jeopardy)에서 맨해튼 지방 검사의 성범죄 담당 부서 전 책임자였던 린다 페어스타인은 주인공인 검사 알렉산드라 쿠퍼에게 범죄인 포토라인을 잠시 미루고 피해자들이 모두 용의자 대조에서 피고인을 지목할 기회를 가질 때까지 기다려달라고 형사에게 요청한다. 이는 변호사들이 범죄인 포토라인 방송 후 이루어진 식별을 종종 증거에서 제외할 수 있었기 때문이다.

### 언론
일부 언론인들은 범죄인 포토라인을 취재하는 동료들의 행동을 비판했다. 마이애미의 WFOR-TV 탐사 보도 기자 스티븐 스톡은 그러한 상황에서 "이 '행진'을 보여주는 것은 착취적"이며, 만약 그들이 이미 잘 알려진 인물이라면 "누군가를 격하시키는 것"으로 볼 수 있다고 주장한다. 밀워키 방송국 WISN 뉴스 국장 로리 월든은 "범죄인 포토라인은 종종 세간의 이목을 끄는 범죄 사건의 첫 번째 '머니 샷'이다."라고 말한다. "이야기가 터질 때 그 첫 번째 이미지가 중요하다. 하지만 우리는 또한 범죄인 포토라인이 종종 서커스처럼 보이고 느껴진다는 것을 알고 있다. 불행하게도, 그 이미지들은 종종 언론인들의 최악의 모습을 묘사한다."
특히 월든은 기자들이 "'부인을 죽였습니까?'"와 같은 질문을 하는 것을 비판한다. "그런 어리석은 질문들이 범죄인 포토라인을 서커스로 격상시키는 것이다. 그것은 새터데이 나이트 라이브 코미디극 같은 것이다. 저는 모욕적이거나, 주제 넘거나, 괴롭히는 어떤 질문도 절대 금지되어야 한다고 생각한다." 범죄 기자 아트 해리스는 그러한 질문들이 실제 답변을 이끌어내기 위한 것이 아니라고 이야기한다. "보통 응답이 없다. 외치는 기자들은 아마 답변을 얻지 못할 것이라는 것을 알지만, 기자는 테이프에 목소리를 담고 그의 상사는 '이봐, 이봐, 그가 거기 나가서 그의 일을 하고 있잖아.'"라고 말한다.
이미지는 종종 슬로 모션으로 방송된다. "모든 사람이 슬로 모션될 때 유죄처럼 보인다"라고 월든은 말한다. 그녀는 사건 보도 내내 범죄인 포토라인을 반복적으로 재사용하는 것을 특히 비판하며, "그 이미지들은 캐리커처가 된다"라고 이야기한다. 부다나는 무죄 추정의 원칙을 훼손하는 것으로 범죄인 포토라인 자체에 대한 정보가 아닌 언론에 나타난 범죄인 포토라인의 이미지를 중점적으로 다룬다. "[그들은] 단순히 용의자를 식별하는 것만이 아니라, '용의자 되기'를 연출한다. 즉, 우리의 주의를 틀에 맞추는 성능을 제공한다." 슬레이트에 공개적 수치심을 처벌로 다룬 글에서 에밀리 바젤론은 미국인들이 범죄인 포토라인에 너무 익숙해져 그것이 어떤 오명을 남기는 효과도 가지지 못한다고 썼다. "[그것은] 미국 형사 사법 시스템의 벽지 일부가 되었다"라고 그녀는 썼다.
언론인이자 나중에 언론 윤리 교수가 된 에드워드 와서만은 "미국 관행은 당사자주의 원칙에 뿌리내리고 있다. 즉, 형사 사법 시스템은 다른 어떤 정부 기능과 마찬가지로 회의적인 감시견 언론에 의해 주의 깊게 감시되고 공개적으로 책임을 져야 한다. 그러나 형사 용의자의 경우 언론은 일상적으로 검찰 국가의 '검증'으로 작동하는 것이 아니라 '하인'으로 작동하며, 판사가 선고하는 것보다 덜 의도적이고, 덜 비례적이며, 덜 마땅하고, 훨씬 덜 책임감 있는 처벌을 무심코 부과한다."라고 관찰했다.

### 스트로스칸 사건
2011년 뉴욕 경찰국 특수 피해자 전담반 형사들은 도미니크 스트로스칸을 수갑을 채운 채 대기 중인 기자들 앞을 지나쳐 호텔 가정부를 성폭행하려 한 혐의로 기소인부절차를 받으러 갔다. 그는 당시 국제 통화 기금 총재였고 2012년 프랑스 대통령 선거에서 니콜라 사르코지에게 도전할 선두 주자로 여겨져 그의 사건은 큰 관심을 끌었다. 혐의는 나중에 기각되었다.
프랑스에서는 뉴욕 경찰국의 스트로스칸 사건 처리 방식에 대해 강하게 비판했다. 2000년 프랑스 법무부 장관으로서 유죄 판결을 받지 않은 식별 가능한 피고인의 수갑 찬 사진 공개를 금지하는 법안 통과에 성공적으로 로비했던 엘리자베스 기구는 포토라인을 비판하며 "그 이미지가 믿을 수 없을 정도로 잔인하고 폭력적이며 잔인하다고 생각했다... 이러한 유형의 이미지 공개가 무엇을 더하는지 알 수 없다."라고 말했다. 또 다른 전직 프랑스 내각 의원인 잭 랑은 1980년대 초반 문화부 장관이었으며, 포토라인을 린치에 비유했다. 스트로스칸의 오랜 지인이었던 프랑스 상원 의원 장피에르 슈벤망은 자신의 블로그에 "이 굴욕적이고 가슴 아픈 이미지 앞에서 가슴이 먹먹할 수밖에 없다... 끔찍한 전 세계적 린치! 그리고 만약 이 모든 것이 괴물 같은 부당함이라면 어떻게 될까?"라고 썼다. 프랑스 신문 르 몽드는 사설에서 "세계에서 가장 강력한 사람 중 한 명이 수갑을 찬 채, 등 뒤에 손을 묶고 경찰서에서 나오는 모습이 언론 사진에 넘겨질 때, 그는 이미 자신에게 특정된 형을 받고 있는 것이다... 한 남자의 명성이 언론에서 그의 무죄 추정의 원칙을 박탈하는 것이 필요합니까? 왜냐하면 사법 시스템 앞에서 분명히 평등해야 한다면, 모든 사람이 언론 앞에서 평등하지는 않기 때문이다."라고 주장했다.
프랑스 정부 방송 매체를 감독하는 기관인 시청각 최고 위원회 (CSA)는 일부 방송국이 해외에서 발생했음에도 불구하고 범죄인 포토라인 영상을 방송한 것에 대해 여전히 불법임을 상기시켰다. 위반자는 €15,000의 벌금을 받을 수 있지만, CSA는 스트로스칸이 직접 고소를 제기하도록 맡길 것이라고 말했다. i-Télé 부편집장 올리비에 라바넬로와 같은 프랑스 언론인들은 이 법이 해외의 형사 절차에는 적용되지 않는다고 주장하며 "우리는 DSK 이야기를 프랑스 이야기처럼 다룰 수 없다. 단순히 미국에서 일어나고 있기 때문이다. 우리가 본 이미지들은 정말 잔인하지만, 그것은 미국 사법 시스템의 성격 때문이다."라고 말했다.
모든 프랑스 관찰자들이 부정적으로 반응한 것은 아니었다. 사법관으로서 스트로스칸에 대한 부패 혐의(나중에 무죄 판결을 받음)를 제기했고, 유럽 에콜로지-녹색당 소속으로 프랑스 대통령 선거 출마가 예상되었던 에바 졸리는 이미지가 "매우 폭력적"이라는 데 동의했지만, 미국 시스템은 "IMF 총재와 다른 용의자를 구별하지 않는다. 그것은 평등권의 개념이다"라고 지적했으며, 미국 검사들은 항상 배심원들에게 피고인의 유죄를 설득해야 하는 반면, 프랑스 검사들은 가장 심각한 사건에서만 그렇게 해야 한다는 점을 언급했다.
뉴욕 시장 마이클 블룸버그는 그것이 굴욕적이라는 점에 동의했지만, "범죄인 포토라인을 하고 싶지 않다면, 범죄를 저지르지 마십시오. 저는 그것에 대해 별로 동정심을 느끼지 않는다."라고 말하며 관행을 옹호했다. 뉴욕 소설가 제이 매키너니는 "시장은 무죄 추정의 원칙을 잊은 것 같지만, 그의 진술은 아마도 그의 유권자들의 태도를 꽤 정확하게 반영하는 것일 것이다. 뉴욕은 힘든 곳이다. 받아들이세요."라고 관찰했다. 7주 후, 고발인의 신뢰성에 대한 의문이 제기되어 사건이 재판될 가능성이 낮아지자 블룸버그는 입장을 바꾸며 "나는 항상 범죄인 포토라인이 터무니없다고 생각했다... [우리는] 극장, 서커스를 위해 그들을 비난한다. 로마 시대에도 그랬다."라고 말했다.
2년 후 이스라엘 연구자 산드린 부다나의 논문은 프랑스와 미국 인쇄 매체의 스트로스칸 포토라인에 대한 반응을 각국의 문화 맥락에서 분석했다. 프랑스 언론이 이 관행을 비난하고 미국 언론이 이를 옹호하는 것이 지배적인 주제였지만, 양측의 논평가들은 이 기회를 통해 내면을 성찰했다. 일부 미국 작가들은 프랑스의 주장이 타당하다고 말했으며, 프랑스 작가들은 해외에서 금지된 이미지가 프랑스에서 보여지는 것을 기술로 막을 수 없다는 점을 지적했다. 다른 사람들은 이 사건이 또한 프랑스 언론의 정치인의 사생활 보도 관행의 함정을 보여주었다고 언급했으며, 프랑스 토크쇼에서 스트로스칸에 대한 강간 혐의가 이전에 제기되었지만 언론 후속 보도가 없었다는 점을 지적했다.

### 반응 및 방어
존 티어니는 범죄인 포토라인이 없으면 기자들이 "불만 있는 친척과 이웃으로부터 오래된 사진과 홈 비디오를 사기 시작할 것"이며, 이를 사용하여 피고인을 묘사할 것이고, 그러한 이미지는 더 침해적이고 편견적일 수 있다고 말한다. 몇 가지 더 넓은 사회적 이점이 이야기되었는데, 특히 투명성이다. 범죄인 포토라인은 경찰이 체포 또는 이후의 심문 중 피고인을 물리적으로 학대하지 않았음을 보여줄 수 있도록 한다.
뉴욕 시장 마이클 블룸버그는 "우리 사법 시스템은 대중이 주장하는 가해자를 볼 수 있을 때 작동한다"라고 말했다. 아트 밀러는 범죄인 포토라인이 배심원단을 편향시킨다는 우려를 일축한다. "이것은 판사가 사실 판단자, 검사, 배심원인 나폴레옹식 정의가 아니다. 여기서 사람들은 궁극적으로 결정할 것이다. 그리고 당신이 누구든 상관없이, 어떤 일로 체포되었다면, 언론이 당신에게 가할 모든 조사를 받게 될 것이라는 점은 이해된다." 이스라엘 연구자 부다나는 순수하게 정보적인 수준에서 범죄인 포토라인 자체는 무해하다고 인정한다. "사실, 언론이 용의자의 이름과 체포 동기를 공개하는 순간부터 그 사람들은 식별 가능하며 그들의 무죄 추정이 이미 손상된 것처럼 보인다."라고 그녀는 관찰한다. 슬레이트에 공개적 수치심을 처벌로 다룬 글에서 에밀리 바젤론은 미국인들이 범죄인 포토라인에 너무 익숙해져 그것이 어떤 오명을 남기는 효과도 가지지 못한다고 썼다. "[그것은] 미국 형사 사법 시스템의 벽지 일부가 되었다"라고 그녀는 썼다.
미국 범죄인 포토라인을 "서커스"로 묘사했지만, 리사 테일러는 그러한 사진 촬영을 금지하는 프랑스의 기구 법과 같은 구제책에 반대한다. "부당하게 대우받은 사람들은 민사 구제책을 가져야 하지만, 보도에 대해 그렇게 처방하여 전면적으로 금지하는 것은 표현의 자유 지지자에게는 사진 촬영 및 출판 금지에 대해 불안감을 느끼게 한다." 포인터 연구소의 알 톰킨스는 범죄인 포토라인의 효과에 대한 해결책은 다음과 같다고 말한다.
법정 내 카메라 허용. 언론인들이 법정에서 피고인의 비디오를 촬영할 수 있다면, 보도에서 그를 쫓을 필요가 없다. 법정 비디오는 배심원들이 그들을 보는 것과 동일한 환경에서 피고인을 더 나은 시각으로 보여 줄 가능성이 높다.

## 다른 국가들
캐나다에서도 기자들은 피고인이 구속된 채 법원에 이송되는 모습을 목격하고 촬영할 수 있다. 그러나 토론토 메트로폴리탄 대학교 언론학 교수 리사 테일러는 의도적으로 피고인을 모욕하거나 굴욕감을 주기 위해 그러한 활동이 이루어진다면 "법적 절차 남용에 대한 법적 청구"로 이어질 수 있다고 말한다. 이는 "미국에서 종종 세간의 이목을 끄는 체포를 둘러싼 고의적이거나 서커스 같은 분위기"를 피하는 데 도움이 된다고 그녀는 설명한다.
세계 다른 지역의 정책은 다양하다. 영국과 프랑스에서는 피고인이 검은 유리창이 있는 밴에 실려 법원으로 이송된다. 일부 다른 유럽 국가에서는 피고인의 이름이 공개되지 않거나 언론이 공개를 거부하는데, 이는 범죄자가 유죄 판결 후 정상적인 삶으로 복귀하는 것을 더 쉽게 만들기 위함이다. 에드워드 와서만은 이민으로 인한 범죄 증가와 온라인에서 억제되거나 보도되지 않은 정보를 얻을 수 있다는 점을 고려할 때 유럽 형사 사법 시스템에 대한 비판이 더 큰 개방성으로 이어질 수 있다고 추측한다. "스타벅스와 아이패드에 이어 구대륙에 합류할 다음 미국 수출품은 아마도 범죄인 포토라인일 것이다."

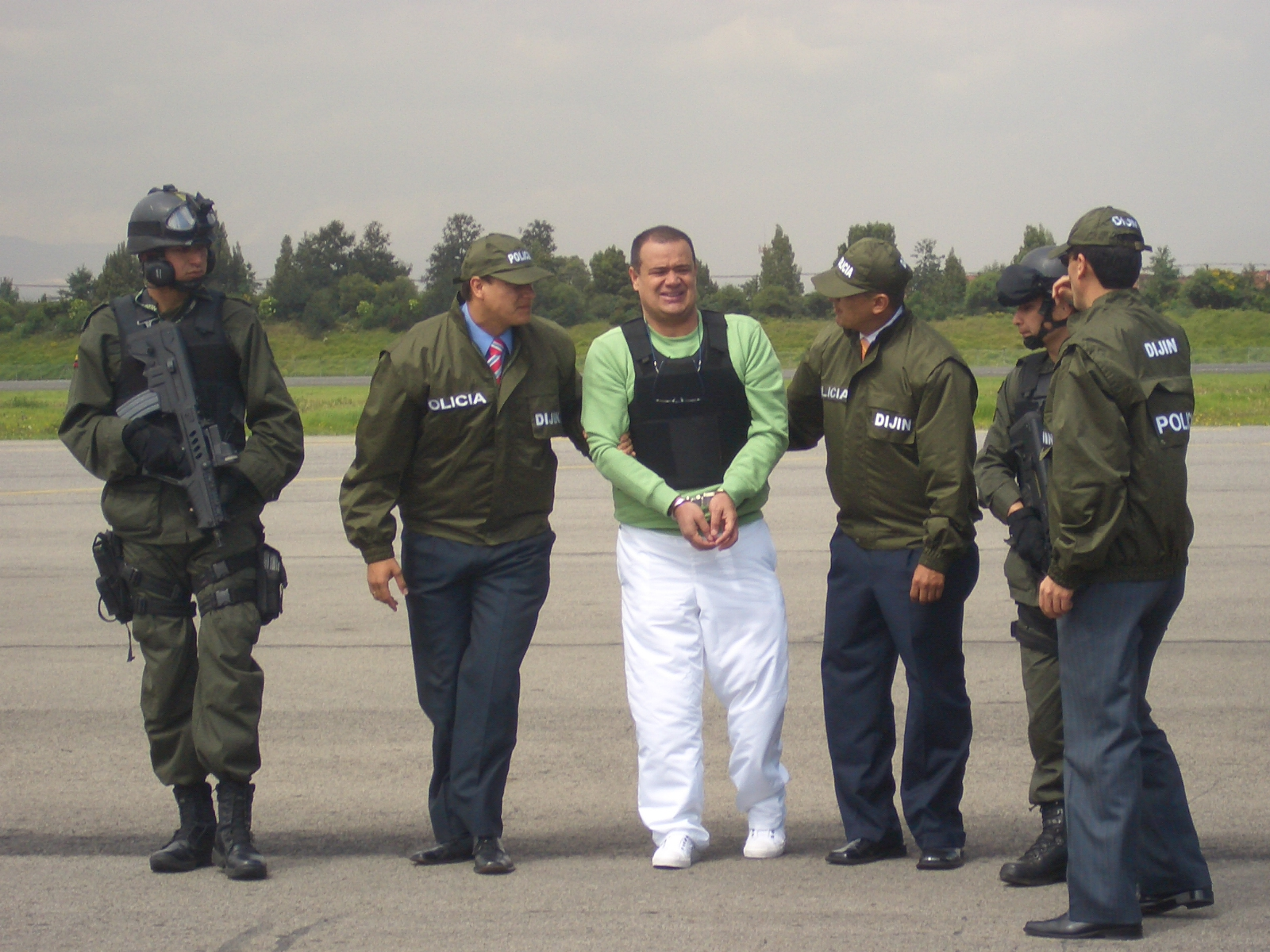
콜롬비아 마약 밀매범 루이스 에르난도 고메스가 2007년 미국으로의 범죄인 인도 이전에 구금된 채 촬영되었다.

유럽과 북미 밖에서도 유사한 관행들이 존재하며, 그 중 일부는 피고인의 노출과 잠재적 유죄 인정을 포함한다. 일부 라틴 아메리카 국가에서는 경찰이 체포된 사람들에게 카메라 앞에서 범죄를 자백하도록 한다. 멕시코에서는 이와 동등한 관행을 프레센타시온(스페인어로 "소개")이라고 부른다. 마약 거래에 연루된 것으로 의심되는 피고인들은 무기, 현금, 마약으로 쌓인 테이블 뒤에 포즈를 취하며, 체포 당시 입고 있던 옷을 입고 있다. 프레센타시온은 범죄인 포토라인에 대한 비판과 유사한 비판을 받아왔다.
일부 아시아 국가에서는 체포된 용의자가 언론에 노출되기도 한다. 일본과 대한민국 경찰은 종종 언론을 초청하여 피고인이 범죄를 재연하는 모습을 보여주는데, 이는 태국에서도 흔한 관행이다. 2010년 대한민국 경찰은 어린이를 강간한 혐의를 받는 남성에게 범행 현장에서 범행을 재연하도록 했는데, 언론뿐만 아니라 분노하고 조롱하는 이웃들이 지켜보고 있었다. 대한민국 검찰은 또한 종종 화이트 칼라 용의자를 언론 앞에서 행진시키지만, 유죄 판결을 받은 범죄자도 명예에 대한 범죄로 소송을 제기할 수 있다. 중국에서는 사슬에 묶인 용의자 이미지가 범죄 억제를 위해 종종 방송되었는데, 대중의 분노 이후 2010년 성매매 혐의를 받는 사람들을 거리를 통해 "수치 행진"하도록 강요하는 오랜 관행을 중단했다.
2011년 이라크의 경찰 및 기타 보안군은 반군 및 기타 범죄 용의자에 대해 유사한 시연을 시작했다. 두 명의 피고인은 학살 현장으로 끌려가 모인 언론 앞에서 자신의 역할을 설명했으며, 강도단으로 의심되는 사람들은 allegedly 그들이 훔친 물건으로 가득 찬 테이블 뒤에 포즈를 취했다. 관계자들은 나중에 통제를 잃었다고 인정한 한 사례에서, 테러 용의자들이 강당으로 끌려갔는데, 그곳에서 내무부 장관 대행이 언론뿐만 아니라 희생자 가족으로 구성된 청중 앞에서 그들의 범죄를 자세히 설명하려고 시도했다. 후자 그룹의 구성원들이 피고인 처형 요구와 신발 던지기 시도로 그를 방해하자 그는 끝내지 못했다. 미군 철수 후 이러한 관행은 증가했다. 정부가 전 부총리 타리크 알하시미에 대한 체포영장을 발표했을 때, 쿠르드 자치 지역으로 도피했던 그는 세 명의 경호원의 자백을 방송하여 그가 경쟁자 암살을 지시했다는 혐의를 뒷받침했다. 이와 다른 피고인들에 대한 공개적인 시연은 외국 관찰자들과 일부 이라크 관리들에 의해 비판받았다. 한 이라크 관리는 "이것을 텔레비전에 내보내는 것은 범죄"라고 말했다. "수치스러운 일이며, 전 독재자 사담 후세인의 유산이다." 보안 관계자들은 자신들이 이라크 대중에게 자신들이 그들을 보호하고 테러리스트를 체포하기 위해 적극적으로 노력하고 있다는 것을 확신시키려 하고 있다고 응답했다. 한 내무부 관계자는 "알 카에다 지도자를 체포했다고 말해도 누가 믿겠습니까?"라고 말했다. "이는 신뢰성을 보여주기 위한 것이다. 우리는 우리가 올바른 일을 하고 있다고 확신한다."
영국에서는 1925년 형사사법법 제41조 및 1981년 법정모욕법에 따라 법원 구내에서 피고인의 사진 촬영이나 촬영이 불법이다. 전 EDL 지도자 토미 로빈슨은 이틀 전 '무슬림 소아성애자' 용의자를 촬영하려다 2017년 5월 10일 이러한 법령 위반으로 체포되었다.
1983년 이탈리아에서는 엔조 토르토라가 범죄인 포토라인에 섰다. "늦은 아침, 모든 언론인에게 제대로 경고한 후에야 그가 레지나 첼리 감옥으로 끌려가는 동안 수갑 찬 팔을 촬영할 수 있었다. 괴물이 등장했다." 완전히 무죄로 선언된 토르토라의 무죄 판결 후 대중의 분노는 이탈리아 판사의 민사 책임을 강화하기 위한 국민투표에서 '예' 표의 승리로 이어졌다.
엘살바도르에서는 2022-23년 엘살바도르 갱단 단속 기간 동안 수감자들이 개구리 행진을 당했다.

## 같이 보기
- 뉴욕의 범죄
- 미디어 서커스
- 언론 재판
- 워크 오브 셰임
- 루이지 만지오네의 범죄인 포토라인